# 한국신발피혁연구원
한국소재융합연구원(Korea Institute of Materials Convergence Technology, 약칭 KIMCO)은 산업기술혁신 촉진법에 의해 설립된 산업통상자원부 산하 전문생산기술연구원으로서 신발 · 피혁산업을 전략산업으로 육성시키기 위하여 소재 및 부품 개발, 생산 자동화 연구, 디자인 연구, 제반시험 등 신발 · 피혁에 관련된 생산기술의 연구개발과 교육을 수행하고, 그 성과를 업계에 보급하며 동 분야의 기술향상과 국제경쟁력을 제고하기 위해 설립된 연구기관이다. 부산광역시 부산진구 당감서로 152에 위치하고 있다.

## 연혁
- 1987년 4월 27일 : 재단법인 “한국신발연구소” 설립
- 1990년 2월 22일 : 설립근거 변경 (중소기업의 경영안정 및 구조조정 촉진에 관한 특별조치법 제25조)
- 1995년 7월 1일 : 설립근거 변경 (공업 및 에너지 기술기반 조성에 관한 법률 제18조)
- 1996년 3월 13일 : 한국신발피혁연구소로 개칭
- 1999년 1월 29일 : 설립근거 변경 (산업기술기반조성에 관한 법률 제18조)
- 2007년 1월 3일 : 설립근거 변경 (산업기술혁신 촉진법 제42조)
- 2013년 3월 26일 : 한국신발피혁연구원으로 개칭
- 2023년 11월 30일:   한국소재융합연구원으로 개칭

## 조직

### 원장
- 김동건

#### 연구본부
- 전략기획실

##### 신발연구소
- 혁신소재연구단

- 복합재료연구단
- 생산기술연구단
- 융합소재연구단
- 기업지원단

##### 탄성소재연구소
- 탄성소재연구단

- 정밀화학연구단

#### 피혁연구소
- 피혁연구센터

#### 경영혁신단
- 기획예산실

- 경영지원실

- 창업보육센터

## 같이 보기
- 한국염색기술연구소
- 한국섬유개발연구원
- 한국패션산업연구원
- 한국섬유산업연합회